# 内城
内城（うちじょう）は、鹿児島県鹿児島市大竜町にあった島津氏の日本の城。

## 概要
天文19年（1550年）、島津貴久はそれまで島津本宗家が使用していた清水城が手狭になったため、海岸に近い場所に居城を移した。これが内城である。後詰めの城として平安時代末期から続いていた東福寺城があり、内城自体は簡単な屋形作りの平城であったと思われる。その後、島津義久が在城し文禄4年（1595年）まで住んでいたが、豊臣秀吉の圧力のため、富隈城に移転した。その後この城は島津忠恒の居城となったが、忠恒は朝鮮出兵で国元にはおらず、ほとんどこの城を使うことはなかったと思われる。
慶長7年（1602年）、忠恒の命により島津氏の本城は鹿児島城に移り、内城跡には島津貴久と義久の菩提寺である大龍寺が建てられ、南浦文之が開山となった。ちなみに「大龍」の名前は貴久と義久の戒名から取られた物である。そして、明治2年の廃仏毀釈により大龍寺は廃寺となり、跡地は大龍小学校となった。もちろん城郭としての遺構は完全に破壊されて残っていないが、校庭に内城時代からのものとされる手水鉢及び庭石が僅かに残存している。